# Францішек Піпер
Францішек Піпер (пол. Franciszek Piper) — польський історик та дослідник Голокосту, доктор історичних наук.

## Біографія
Францішек Піпер народився у 1941 році. В 1959—1964 роках вчився на факультеті історії Яґеллонського університету. У 1979 році здобув докторський ступінь. Назва дисертації: Зайнятість в'язнів Освенцима. Організація роботи та методи експлуатації робочої сили. У 1965 році почав працювати у Державному музеї Аушвіцу. Згодом займав там посаду голови департаменту історії. У 2008 році пішов на пенсію.

## Праці
Францішек Піпер автор більш ніж 80-десяти робіт з історії Голокосту. Крім польської, багато його робіт перекладено англійською та німецькою мовами.
Основні праці:
- Franciszek Piper, Teresa Świebocka, Auschwitz. Nazistowski obóz śmierci. Oświęcim 1993
- Wacław Długoborski, Franciszek Piper, Auschwitz 1940—1945. Węzłowe zagadnienia z historii obozu. Oświęcim 1995. (publikacja pięciotomowa).
- Anatomy of the Auschwitz Death Camp, Bloomington and Indianapolis 1998. Yehuda Bauer, Raul Hilberg , Franciszek Piper.
- Franciszek Piper, Irena Strzelecka, Księga Pamięci. Transporty Polaków z Warszawy do KL Auschwitz 1940—1944, Warszawa-Oświęcim 2000 (publikacja trzytomowa),
- Franciszek Piper, Irena Strzelecka, Księga Pamięci. Transporty Polaków do KL Auschwitz z Krakowa i innych miejscowości Polski Południowej 1940—1944. Warszawa — Oświęcim 2002 (publikacja pięciotomowa),
- Franciszek Piper, Irena Strzelecka, Księga Pamięci. Transporty Polaków do KL Auschwitz z Radomia i innych miejscowości Kielecczyzny 1940—1944. Warszawa-Oświęcim 2006 (publikacja pięciotomowa).